# بلا بارتوک
بِلا ویکتور یانوش بارتوک (به مجاری: Béla Bartók)‏ (۲۵ مارس ۱۸۸۱ – ۲۶ سپتامبر ۱۹۴۵) آهنگساز، موسیقی‌شناس، و پیانیست برجستهٔ مجار بود. او از پیشگامان موسیقی مدرن جهان بود و به‌خاطر توجه و جمع‌آوری موسیقی محلی کشورهای اروپای شرقی از بنیانگذاران موسیقی‌شناسی قومی به‌شمار می‌رود. از او به همراه فرانتس لیست به عنوان نامدارترین آهنگسازان مجارستان یاد می‌کنند.
بارتوک با زولتان کدای در مطالعه بر روی موسیقی فولکلور مجاری همکاری داشت. سبک موسیقی بارتوک بسیار بکر است و از ملودی‌ها و ریتمهای موسیقی مجار و انواع دیگر موسیقی سنتی الهام گرفته‌است. از آثار او می‌توان به اپرای کاخ ریش آبی، ساز ضربی و چلستا، کانتاتا پروفانا و موسیقی پیانو که یک مجموعهٔ ۱۵۳ قطعه‌ای کوچ است و دنیای ذرات نامیده می‌شود نام برد.

## زندگی
بلا بارتوک در ۲۵ مارس ۱۸۸۱ در شهر کوچکی در پادشاهی مجارستان دیده به جهان گشود. این شهر در حال حاضر سننیکولئو مره نام دارد و در کشور رومانی واقع است. از پنج سالگی آموزش نواختن ساز پیانو را در نزد مادرش پائولا آغاز کرد.
ابتلایش به بیماری اگزما وی را گوشه‌نشین کرده بود و اوقات خود را در تنهایی و با گوش دادن به نوای پیانوی مادر می‌گذراند.

## موسیقی
بارتوک در موسیقی خود از دو روند مهم پیروی کرد، که تأثیرات به‌سزایی بر دیگر آهنگسازان قرن بیستم و بیست و یکم داشت. یکی استفاده از سیستم‌هایی نوین برای نوشتن هارمونی‌های تنال، و دیگری استفاده از تم‌های محلی در آثارش بود. بارتوک با الهام از موسیقی محلی، به خصوص موسیقی مجارستان، فرم‌های تنال نوینی را ابداع کرد.

## برخی از آثار
- رقص شرقی برای پیانو
- شش رقص محلی رومانیایی برای پیانو
- سونات برای دو پیانو و سازهای ضربی
- «تضاد» برای کلارینت، ویلن و پیانو
- کنسرتو برای ارکستر
- دو سوئیت برای ارکستر
- کنسرتوهایی برای ویلن و پیانو
- باله شاهزاده جنگل
- فهرست آثار